# 楠達 (紐約州)
楠達（英語：Nunda）是一個位於美國紐約州利文斯頓縣的鎮。

## 人口
根據2020年美國人口普查的數據，楠達的面積為96.14平方千米，當中陸地面積為96.07平方千米，而水域面積為0.07平方千米。當地共有人口2688人，而人口密度為每平方千米28人。